# های فالز (نیویورک)
آبشار های (نیویورک) (به انگلیسی: High Falls on the Oswegatchie River) آبشاری است که در نیویورک، ایالات متحده آمریکا واقع شده و ارتفاع کلی ریزشگاه آن 15 feet (4.6 متر) است.

## نگارخانه

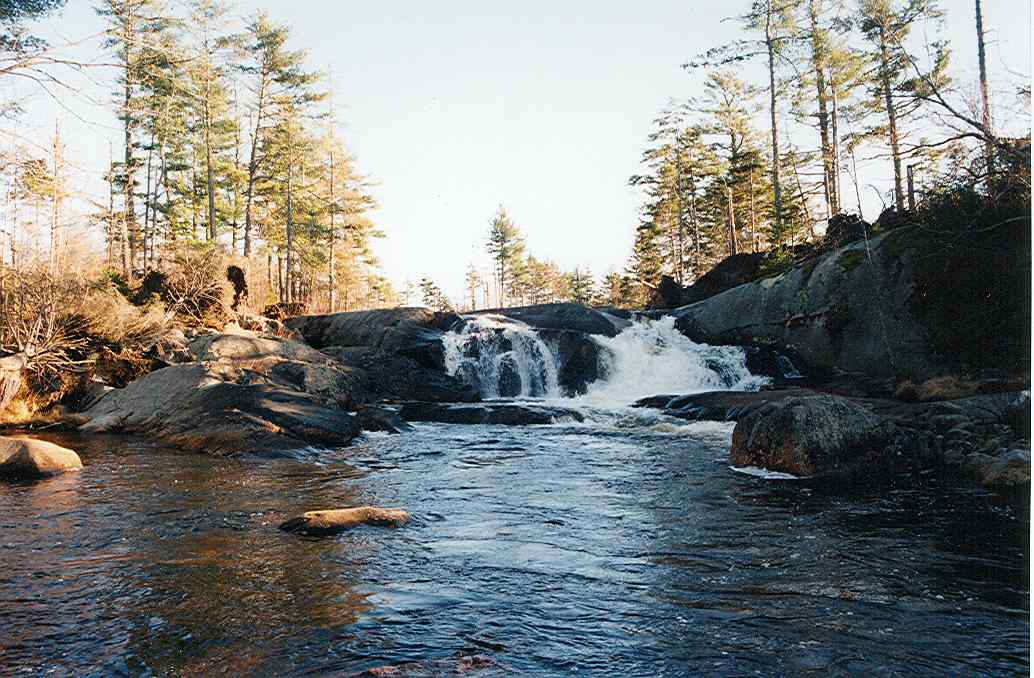
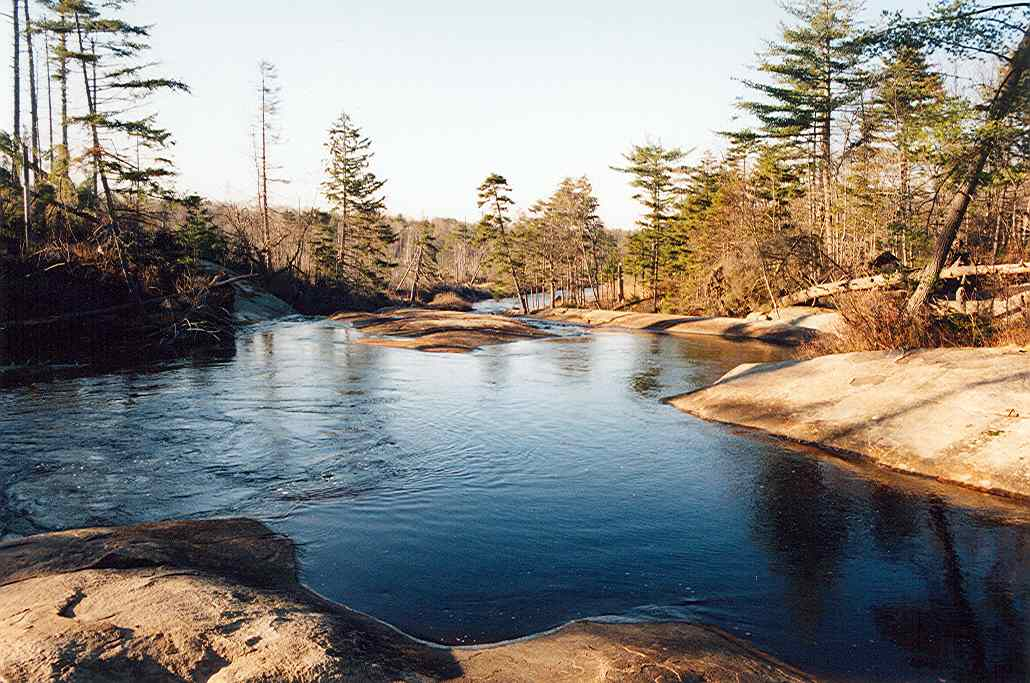
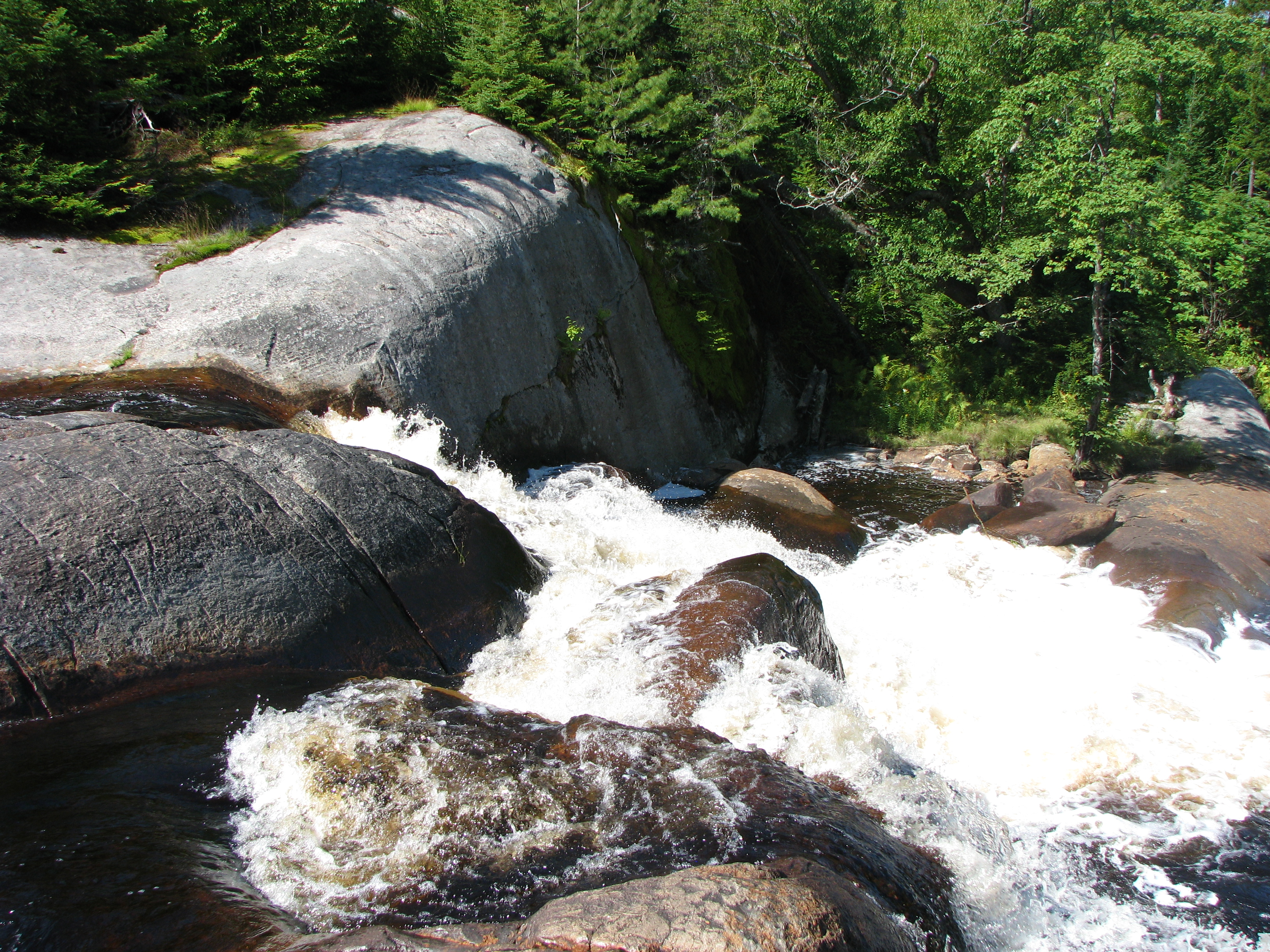